# Sundsvall (commune)
La commune de Sundsvall est une commune suédoise du comté de Västernorrland. 97 392 personnes y vivent. Son chef-lieu se situe à Sundsvall.

## Localités principales
- Ankarsvik
- Dingersjö
- Essvik
- Fanbyn
- Gustavsberg
- Hovid
- Indal
- Johannedal
- Juniskär
- Klingsta och Allsta
- Kovland
- Kvissleby
- Liden
- Lucksta
- Matfors
- Nedansjö
- Njurundabommen
- Skottsund
- Stockvik
- Stöde
- Sundsbruk
- Sundsvall
- Svartvik
- Tunadal
- Vattjom
- Vi